# Zugvollständigkeitskontrolle

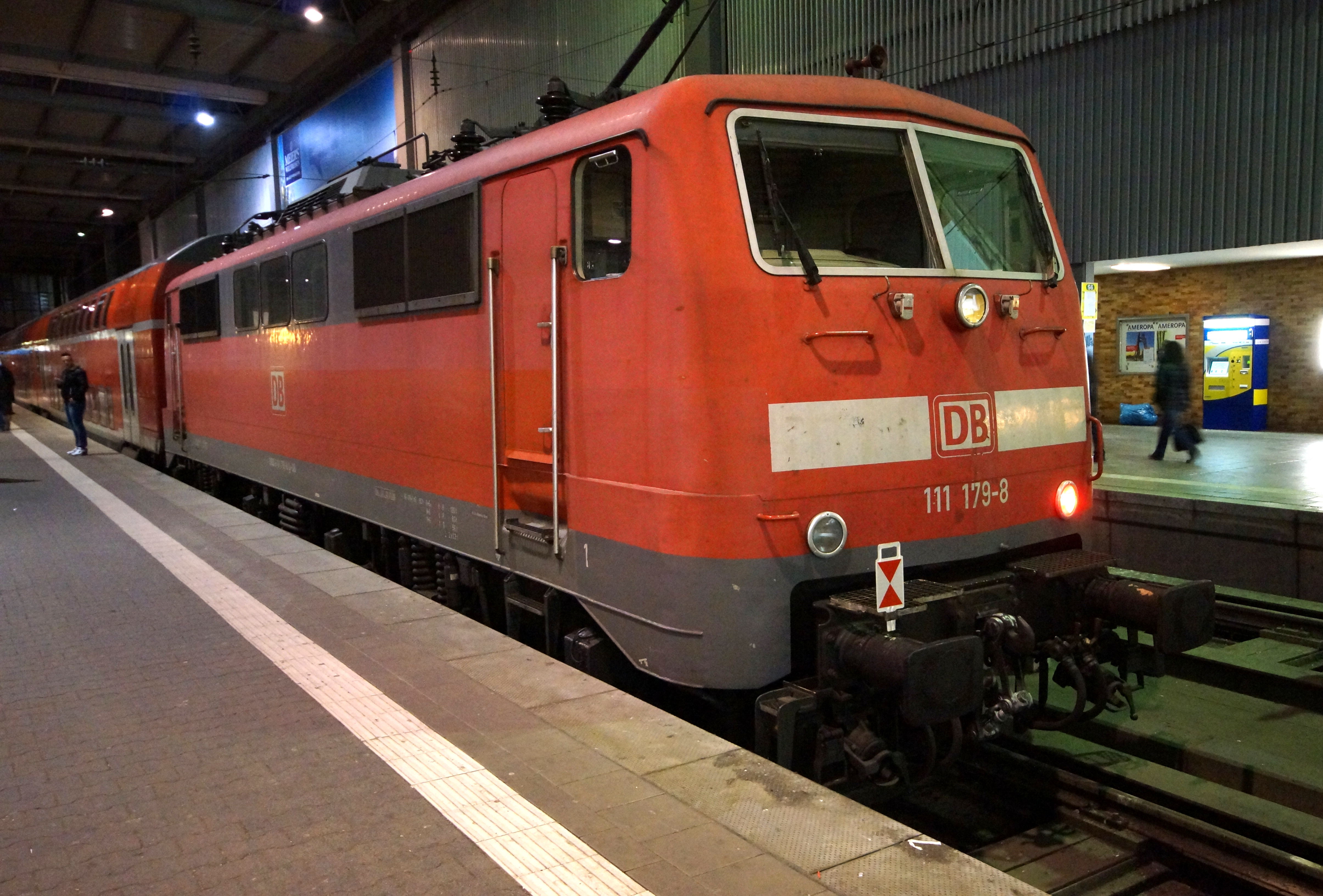
Ein Zeichen des Lichtsignals des Zugschlusssignals (Zg 2) wurde durch ein Formsignal ersetzt. Diese Kombination ist durch die Ril 301 der DB InfraGO verboten. Durch Erkennen des Zugschlusssignals kann nach einer Zugvollständigkeitskontrolle durch den Zugführer eine Zugvollständigkeitsmeldung abgegeben werden. Der Zug muss dabei halten und darf nach dem Verlassen des betroffenen Zugfolgeabschnitts nicht verändert worden sein. Der Wortlaut für eine Zugvollständigkeitsmeldung lautet: „Zug [Nummer] vollständig in [Name der Betriebsstelle] angekommen.“

Zugvollständigkeitskontrolle nennt man technische Systeme oder betriebliche Regeln, die überprüfen, ob ein Eisenbahnzug an einer bestimmten Stelle vollständig ist, also keine Eisenbahnwagen verloren hat.

## Hintergrund
Ein Zug darf in der Regel einen Zugfolgeabschnitt nur befahren, wenn sich darin keine anderen Fahrzeuge befinden, mit denen der Zug zusammenstoßen könnte. Einige Verfahren zur Sicherung von Zugfahrten beruhen auf der Erkenntnis, dass ein Gleisabschnitt frei ist, wenn ihn der letzte eingefahrene Zug vollständig verlassen hat (und keine weiteren Fahrzeuge eingefahren sind).

## Klassische Umsetzung
Der letzte Wagen jedes Zuges erhält bei den meisten Eisenbahnen Zugschlusssignale. Bei klassischer Sicherung der Zugfahrten kann ein Bahnbediensteter an den Schlusssignalen eines vorbeifahrenden Zuges erkennen, dass der Zug vollständig ist. Fehlen die Zugschlusssignale, ist davon auszugehen, dass sich noch Wagen im zurückliegenden Abschnitt befinden. 
Moderne Stellwerke und Blockanlagen verfügen meistens über eine direkte technische Gleisfreimeldung. Eine Zugvollständigkeitskontrolle aus Sicherheitsgründen ist in diesen Bereichen im Regelbetrieb nicht erforderlich. Im Störungsfall fordert der Fahrdienstleiter den Lokführer über Funk auf, ihm die Vollständigkeit zu melden.

## Zugseitige Feststellung
Moderne Zugbeeinflussungssysteme bestimmen den Standort der Fahrzeuge (Zugspitze) herkömmlich quasi-kontinuierlich über ortsfeste Einrichtungen. Ist der Standort aller Züge bekannt, liegt es nahe, auf die technisch aufwendige Gleisfreimeldung zu verzichten. Beispielsweise bei ETCS Level 3 teilt der Zug per Position Report der Strecke u. a. seinen Standort mit. Die Kenntnis des Standortes der Zugspitze ist aber allein nicht ausreichend, auch die Zugintegrität muss sichergestellt werden und wird als Teil des Position Reports übermittelt. Die ETCS-Zentrale wertet diese Daten aus, anhand derer die Gleisfreimeldung erfolgt.

### Erste Entwicklungen in Deutschland
Eine breit angelegte Studie zur Zugvollständigkeitsüberwachung und -längenbestimmung (insbesondere von Güterzügen), die in der 2. Hälfte der 1990er Jahre im Auftrag der EU vom Forschungs- und Technologiezentrum der DB durchgeführt wurde, mündete im Jahr 2000 in der Empfehlung, die weitere Entwicklung auf Verfahren zu konzentrieren, die auf der Überwachung von Druck und Luftmassestrom in der Hauptluftleitung basieren.
Im Rahmen des Projekts wurde ein Lastenheft für das Zugvollständigkeits-Überwachungssystem (ZVS) sowie mögliche Lösungsansätze entwickelt. Dabei wurde ein Sicherheitsniveau gefordert, das der ortsfesten Gleisfreimeldung entspricht.
Neben der Sicherheit bei der Erfassung von Zugtrennungen wurde auch ein Schutz gegen ein regelwidriges Anhängen von Wagen an den Zugverband betrachtet. Die zu erfüllenden Offenbarungszeiten an die Zugtrennung von Güterzügen lagen dabei bei bis zu 100 Sekunden. Als weitere technische Lösungsansätze waren eine Kombination von GPS mit Inertialsystem (für Tunnelbereiche), Messungen von Funklaufzeiten zwischen Zuganfang und -ende, eine Schallübertragung über die Hauptluftleitung vom Zugende her untersucht worden. Daneben wurde die Nutzung des UIC-EP-Kabels (mit Zugschlusskontakt), elektrische/elektronische Bremsabfrage und -steuerung (EBAS), die Nutzung von Lichtleitern einschließlich der Triebzugrechner (z. B. auf dem ICE) sowie die Zuglängenmessung mittels Spread-Spectrum-Signalen.
Für Triebfahrzeuge des Personenverkehrs wurde eine Überwachung der Zugvollständigkeit auf drei Ebenen erwogen: Neben der Überwachung des Kupplungskontaktes und der Auswertung des Status einer oder mehrerer Sicherheitsschleifen sollte das zentrale Steuergerät (ZSG) die Kommunikation auf dem Zugbus überwachen.
Ansätze mit Satellitennavigation wurden aufgrund häufiger Abschattungen und mangelnder Genauigkeit des verwendeten Inertialsystems verworfen. Die Schallübertragung durch die Hauptluftleitung erwies sich als zu anfällig gegenüber Störgeräuschen, insbesondere solchen in Folge von Bremsbetätigungen. Am aussagekräftigsten erwiesen sich Druck- und Volumenstrommessungen in der Hauptluftleitung. Als wesentlicher Nachteil dieses und weiterer Verfahren galt das notwendige Zugendgerät. Die Erstanwendung des ZVS war im Rahmen des Funkfahrbetriebs vorgesehen, für das bis Ende 1999 ein Prototyp des ZVS zur Verfügung gestellt werden sollte (Stand: 1997).

### ETCS Level 3
Zur Sicherstellung der Integrität von Güterzügen wird u. a. auch die Einführung eines Digitalen Automatischen Kupplungssystems vorgeschlagen, mit der Daten entlang des Zuges übertragen werden können. Die Zugintegritätsüberwachung könnte dabei beispielsweise durch eine permanente Kommunikation eines Zugspitzengeräts mit dem Überwachungsgerät der letzten Kupplung des Zuges hergestellt werden. An der Technischen Universität Berlin laufen Entwicklungen zu einer darauf aufbauenden Prüfung der Zugintegrität für Level 3. Zu den weiteren Lösungsansätzen zählen verschiedene Varianten von Zugschlussgeräten (end of train devices), die Erkennung von Wagenzahl- und Anordnung durch das führende Fahrzeug per in die Schiene induziertem Ultraschall, die Überwachung diverser Werte (u. a. Druck auf der Hauptluftleitung) auf dem Triebfahrzeug, die Erkennung des letzten Fahrzeugs durch die Strecke (mit Rückübermittlung an den Zug) sowie der Vergleich zug- und streckenseitig er- bzw. bekannter Achsen. Auch so genannte „Güterwagen 4.0“ werden vorgeschlagen, bei denen die Verfügbarkeit elektrischer Energie eine permanente Überwachung erlauben soll.
Für ab 2024 zur Auslieferung geplante neue Regionaltriebzüge im Schienenpersonennahverkehr in Baden-Württemberg ist eine Zugvollständigkeitskontrolle vorgesehen. Auch bei der ETCS-Nachrüstung von S-Bahn- und Regionaltriebzügen für den Digitalen Knoten Stuttgart (DKS) ist eine Zugvollständigkeitskontrolle vorgesehen und Fördervoraussetzung der begleitenden Bundesförderung für die Fahrzeugausrüstung. Laut Mitteilungen zu den Mitte 2021 erfolgten Vergaben würden damit erstmals Züge in Deutschland mit einer Zugvollständigkeitsüberwachung ausgerüstet. Sie ist ferner Gegenstand einer Innovationskooperation zwischen Fahrzeugausrüster und Auftraggeber. Die Ausrüstungskosten je Triebzug liegen im unteren vierstelligen Euro-Bereich. Bei der Nachrüstung von 333 Triebzügen für den DKS zählt ETCS Level 3 und Zugintegritätskontrolle zu einer Reihe von Techniken und Funktionen, die gegenüber einen möglichst einfachen ETCS-Ausrüstung bei der Serienausrüstung in Summe zu Mehrkosten von etwa zehn Prozent führen. Die Zugvollständigkeitsüberwachung wird als Softwareapplikation im EVC umgesetzt. Teilweise sind Leitungen bzw. ein Ethernet-Netzwerk nachzurüsten und Kupplungen anzupassen (ein zusätzlicher Schalter am Kupplungskopf der Baureihe 423). Die Zuglänge soll SIL-4-sicher sowie die Zugintegrität SIL-2-sicher ermittelt werden. Eine ungewollte Zugtrennung soll binnen 3,5 Sekunden erkannt und übermittelt werden. Bei der im März 2022 ausgeschrieben und Mitte 2023 vergebenen Beschaffung von letztlich 28 Ersatzfahrzeugen für den DKS bestehen ebenfalls Anforderungen an die Zugvollständigkeitskontrolle, die entsprechend umgesetzt werden. Die Zugintegritätskontrolle lief Anfang 2025 auf ersten ausgerüsteten Triebzügen, um frühzeitig Erfahrungen zur Verfügbarkeit zu sammeln, obwohl die Funktion in der Infrastruktur erst ab 2031 (im Rahmen der „Advanced Digital Infrastructure“) genutzt werden soll.
Im September 2021 schrieb DB Cargo die Ausrüstung von mindestens 32 Lokomotiven der Baureihe 189 mit einer Option auf ETCS Level 3 und Zugintegritätsüberwachung aus.
Darüber hinaus sollen auch neue Triebzüge, die für die britische High Speed 2 beschafft werden, entsprechend ausgerüstet werden.

### Technische Ausführung

#### Personenzüge
Moderne Triebwagenzüge wie TGV, ICE oder AVE sind mit Bussystemen zur zuginternen Kommunikation und für die Fahrzeugleittechnik ausgerüstet. Auch moderne Reisezugwagen verfügen über eine 24-polige genormte Steuerleitung, die durch alle Wagen läuft. Eine Zugtrennung würde auch den Bus trennen. Um eine unbeabsichtigte Zugtrennung zu erkennen, könnte eine fehlende Verbindung zwischen erstem und letztem Wagen darüber erkannt werden (z. B. über regelmäßige Telegramme über den Zugbus). Ob dies allein ausreicht, hängt maßgeblich vom notwendigen Sicherheitsziel der Zugvollständigkeitsmeldung ab. Ggf. sind weitere Maßnahmen (z. B. zusätzlicher Bus) erforderlich.

#### Güterzüge

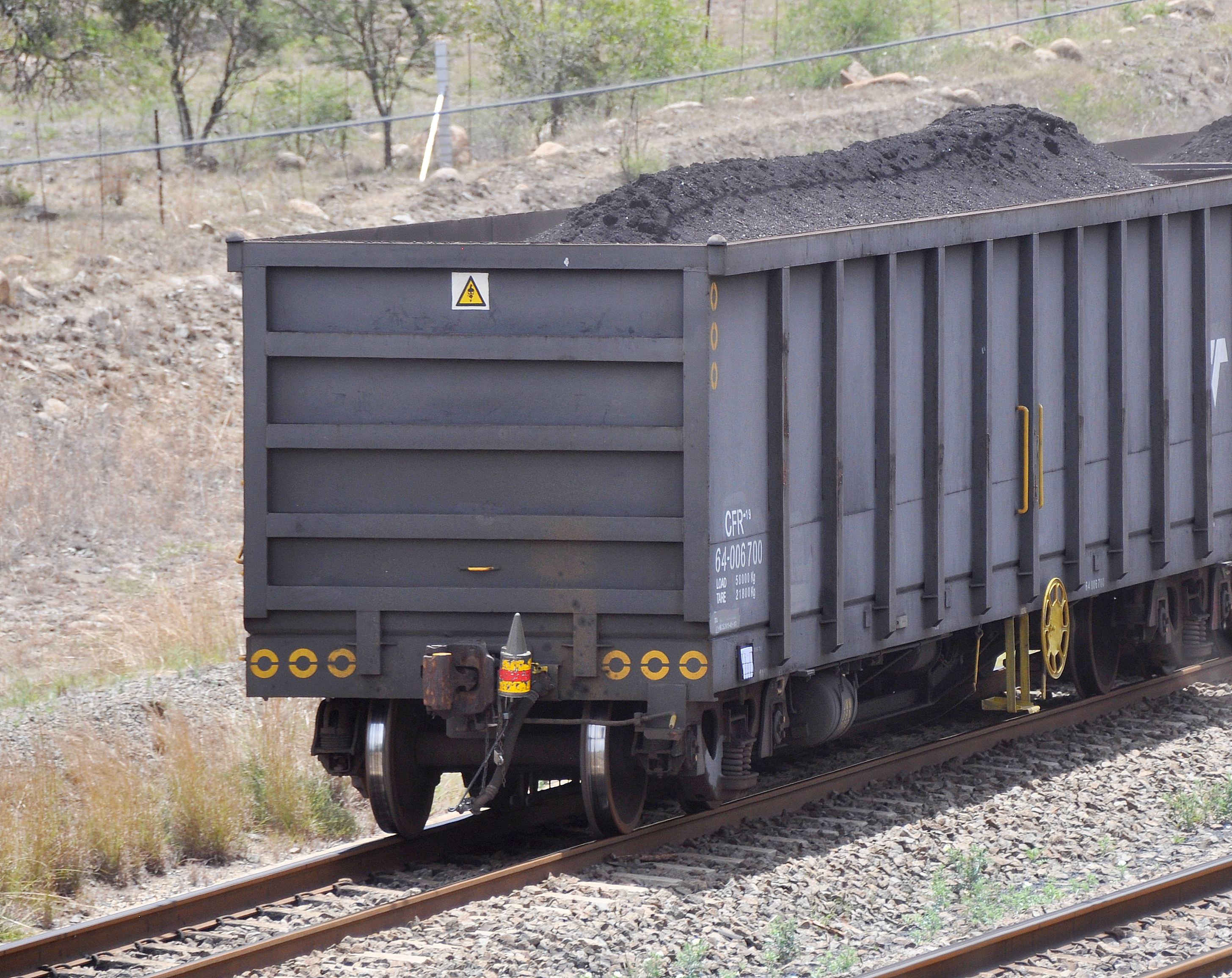
Telemeter an einem südafrikanischen Kohlenzug

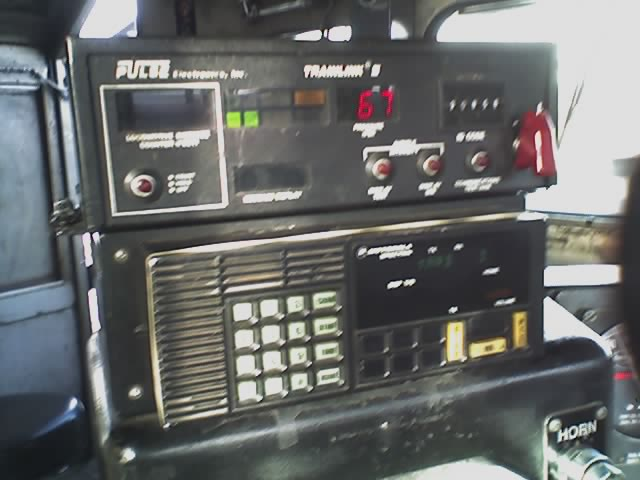
Zugspitzengerät im Führerstand einer nordamerikanischen Lokomotive.

In Güterzügen sind die Güterwagen lediglich mechanisch gekuppelt. Daneben verfügen sie über eine durchgehende Hauptluftleitung zur Ansteuerung der Bremsen. Deshalb setzen Überlegungen für die Zugvollständigkeitskontrolle bei Güterzügen an dieser Leitung an. Bei einer Zugtrennung würde der Luftdruck der Leitung rasch abfallen. Marktgängige Produkte sind allerdings nicht bekannt.
In Nordamerika und Südafrika werden funkgestützte Zugvollständigkeitskontrollgeräte verwendet, die im Englischen als Train Integrity Devices (TID) oder Train Integrity Monitoring System (TIMS) bezeichnet werden. Sie bestehen aus einem „End-of-Train-Device“ (EOT) genannten Zugschlussgerät, das wie ein Zugschlusssignal durch das Eisenbahnpersonal am letzten Fahrzeug des Zuges angebracht und mit der Bremsleitung des Zuges verbunden wird, sowie einem Zugspitzengerät, das in Englisch „Head-of-Train Device“ (HTD oder HOT) genannt wird. Die beiden Geräte tauschen über Funk Daten miteinander aus, wobei das EOT den Druck der Hauptluftleitung und die Zugbewegung mittels Beschleunigungssensoren und GPS misst und dem Zugspitzengerät über Funk übermittelt, wo sich mit Hilfe der Daten der Zugspitze eine Zugtrennung erkennen lässt. Die Zugvollständigkeitskontrollgeräte sind für europäische Anwendungen ungeeignet, da bei den üblichen kurzen Zugfolgen eine Zugtrennung nicht genügend schnell erkannt werden kann.
In Nordamerika werden die Zugendgeräte meist als „Flashing rear-end device“, abgekürzt FRED bezeichnet, in Südafrika als „Telemeter“. Die Energieversorgung des Kontrollgerätes erfolgt durch Luft aus der Bremsleitung, die eine kleine Turbine im Gerät antreibt.
Das Zugspitzengerät wird in Nordamerika umgangssprachlich als Wilma bezeichnet, in Kanada ist auch die Abkürzung SBU für Sense and Brake Unit üblich. Das Zugspitzengerät verfügt in der Regel über mehrere Leuchtmelder, welche den Status des Zugendgerätes, der Kommunikation und die Bewegungen des Zugendes anzeigen. Weiter wird der Druck der Bremsleitung am Zugende digital angezeigt. Über einen Schalter kann eine Schnellbremsung durch das EOT ausgelöst werden. In modernen Lokomotiven ist das Zugspitzengerät meist in die Steuerung der Lokomotive integriert und die Anzeige erfolgt über das Prozesswert-Display an den Triebfahrzeugführer.
Die Österreichischen Bundesbahnen forderten 2019 ein europäisches Programm zur Einführung der automatischen Kupplung im Güterverkehr, u. a. zur einfacheren Feststellung der Zugintegrität für ETCS Level 3.